# Gasometer Baumgarten
Der Gasometer Baumgarten im Bezirksteil Baumgarten des 14. Wiener Gemeindebezirks, Penzing, war ein von der Wiener Stadtverwaltung errichteter Gasbehälter.

## Standort
Der Gasometer befand sich in der nordwestlichen Ecke des Gleisdreiecks zwischen den beiden Verbindungsbahnbrücken über den Wienfluss und der Westbahn nördlich der Hackinger Straße.

## Geschichte
Der am 1. August 1933 vom städtischen Gaswerk in Betrieb genommene Behälter, dessen Aufgabe die Sicherung der gleichmäßigen Gasversorgung der Abnehmer im Westen und Südwesten Wiens war, blieb bis 17. August 1982 in Betrieb.
Während der Schlacht um Wien im April 1945 wurde der Gasometer so schwer beschädigt, dass er außer Betrieb gesetzt werden musste; allerdings stand er, der Wiener Zeitung Das kleine Volksblatt zufolge, angeblich während des ganzen Kriegs leer. Ab Mai 1947 wurden über 700 während der Kampfhandlungen entstandene Beschädigungen unterschiedlichster Größe an der 50 Meter hohen, 30 Meter im Durchmesser messenden und 30.000 Kubikmeter Gas fassenden Konstruktion wieder abgedichtet. 1983 wurde er abgebrochen.